# Campanula bertolae
Campanula bertolae là loài thực vật có hoa trong họ Hoa chuông. Loài này được Colla mô tả khoa học đầu tiên năm 1835.